# Fiat Cronos

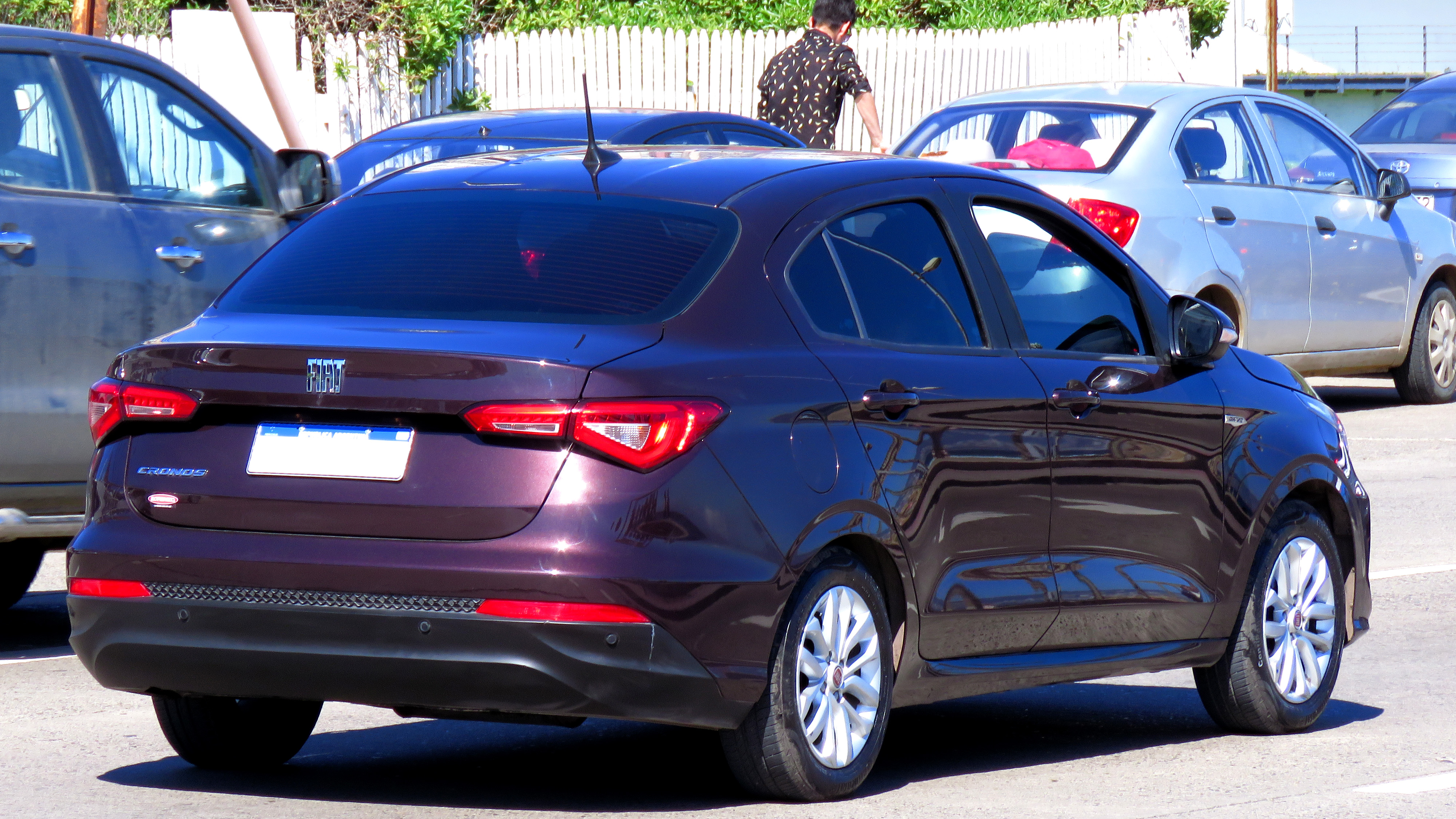
Вид сзади

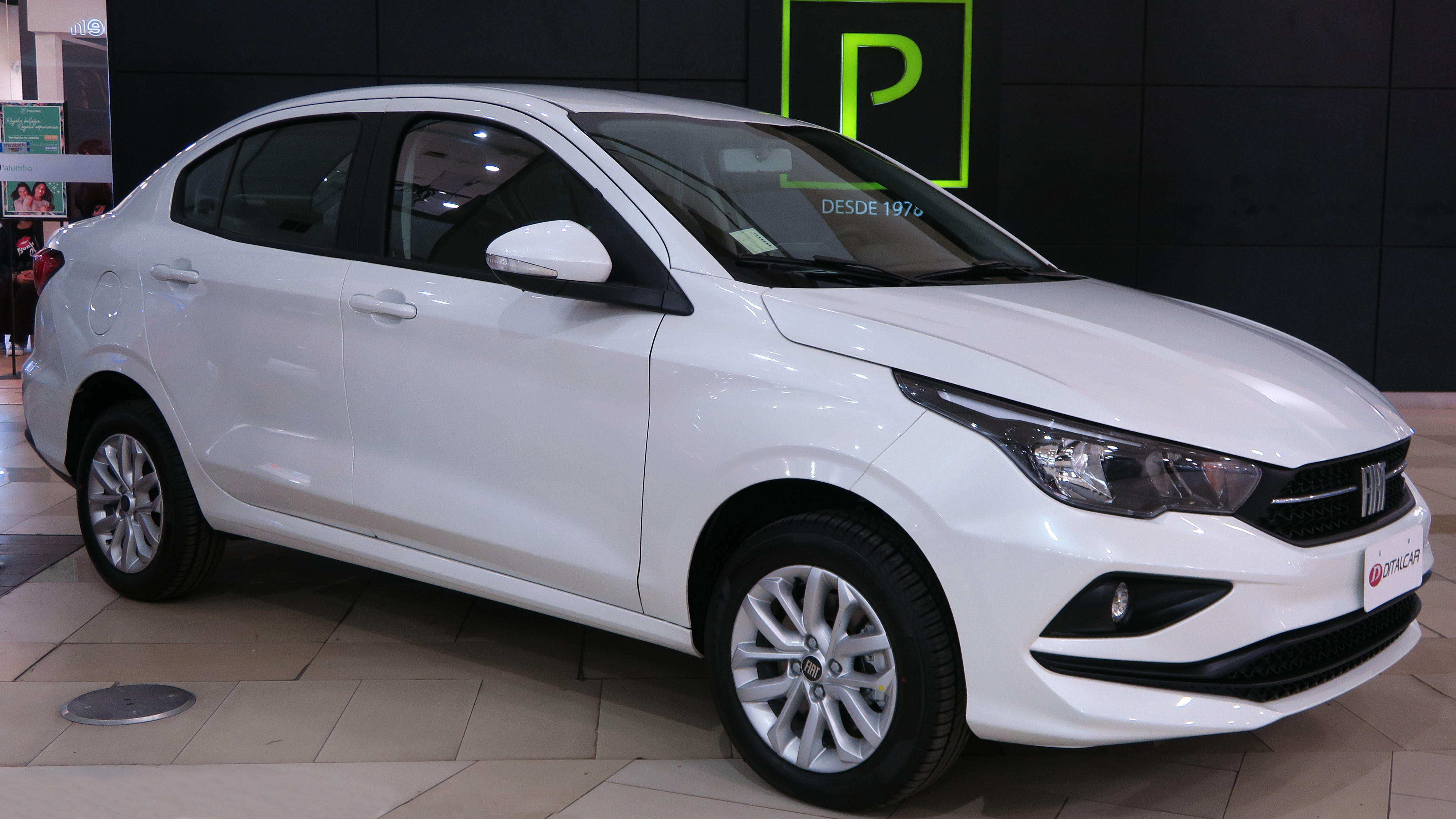
Рестайлинг автомобиля

Fiat Cronos (Type 358S) — субкомпактный автомобиль, представленный в феврале 2018 года итальянским производителем Fiat.

## Описание
Fiat Cronos является седаном на платформе MP-S. От хетчбэка Argo автомобиль отличается капотом, передней и задней частью, бамперами, задней осью и каркасом кузова. На этапе разработки автомобиль назывался Type X6S.
В феврале 2018 года автомобиль поступил в продажу в Бразилии и Аргентине. В Латинской Америке автомобиль заменил Siena Fire, Grand Siena и Linea. Впереди установлена подвеска Макферсона, а сзади — торсионная.
Модель разработана только для южноамериканского рынка и не поставляется в Европу. Объём багажника составляет 525 литров. С 2022 года автомобиль продаётся в Аргентине.
Всего выпущено 250000 единиц. В конце июля 2022 года модель прошла рестайлинг.

## Технические характеристики
До июня 2022 года автомобиль Fiat Cronos оснащался 1,8-литровым шестнадцатиклапанным двигателем E.torQ, а в настоящее время автомобиль оснащается двигателями FireFly объёмом 1,0—1,3 литра и мощностью 109—139 л. с. Каждый двигатель сочетается в паре с пятиступенчатой механической или же автоматизированной трансмиссией. Дополнительно устанавливаются бесступенчатая и семиступенчатая трансмиссия с двойным сцеплением. Передние тормоза — дисковые вентилируемые.

## Продажи
| Год  | Бразилия | Аргентина |
| ---- | -------- | --------- |
| 2018 | 29,307   | 11,601    |
| 2019 | 24,080   | 11,048    |
| 2020 | 16,167   | 16,558    |
| 2021 | 27,890   | 37,449    |
| 2022 | 41,683   | 38,769    |